# タボアデーラ

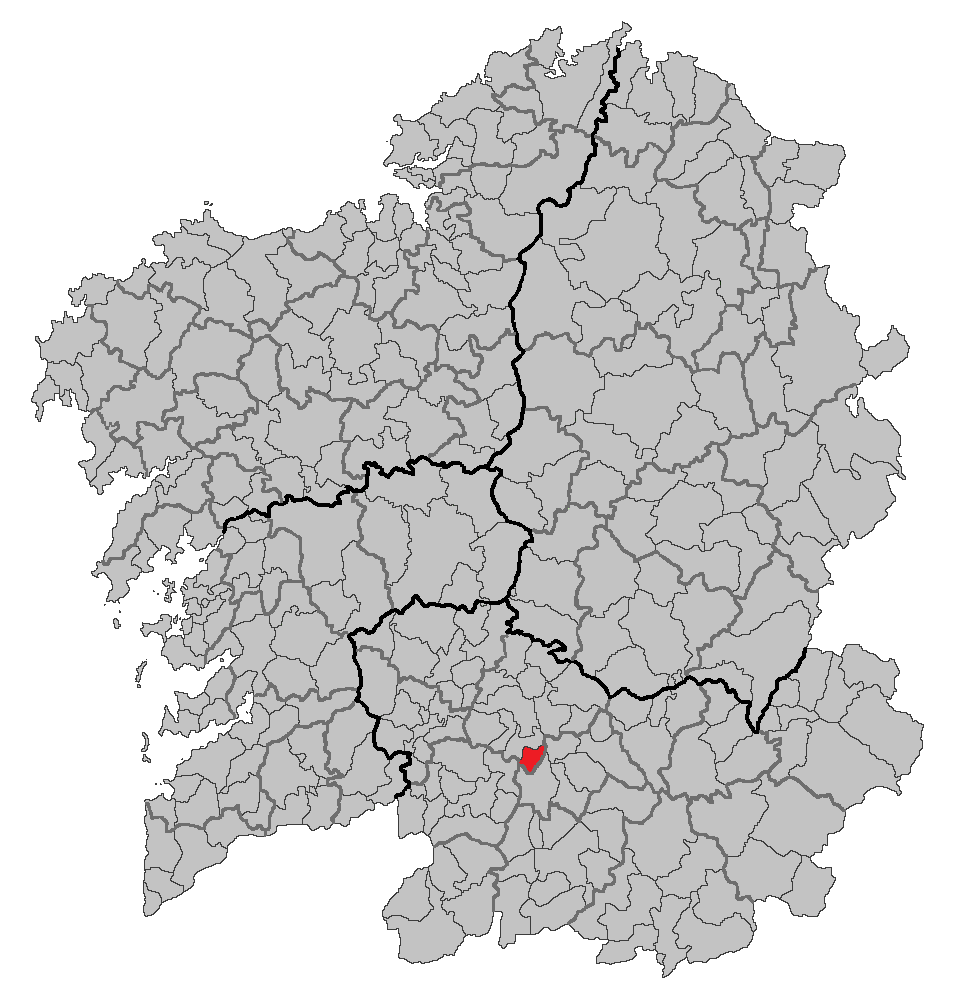

タボアデーラ（Taboadela）はスペイン、ガリシア州、オウレンセ県の自治体で、コマルカ・デ・オウレンセに属する。ガリシア統計局によると2009年の人口は1,697人（2003年：1,701人）。住民呼称は、男女同形のtaboadelense。
ガリシア語話者の自治体重門に占める割合は98.09％（2001年）。

## 地理
タボアデーラはオウレンセ県の北西部に位置し、コマルカ・デ・オウレンセに属する。隣接する自治体は、北がサン・シブラーオ・ダス・ビーニャス、北東がパデルネ・デ・アジャリス、東から南、南西にかけてがアジャリス、西がア・メルカである。

### 人口
| タボアデーラの人口推移 1900－2010                       |
|                                                         |
| 出典:INE（スペイン国立統計局）1900年 - 1991年、1996年 - |

## 史跡
サンタ・マリーア・デ・トラン教区に、トランの塔と呼ばれる廃墟がある。これは、城郭の塔であったのではないかと考えられている。建物は11m×8mの長方形で、高さはおよそ12mで、三方の壁に細長い狭間のようなものがある。

## 政治
自治体首長はガリシア国民党（PPdeG）のマヌエル・ガジェーゴ・ビラ（Manuel Gallego Vila）、自治体評議員はガリシア国民党：5、ガリシア社会党（PSdeG-PSOE）：2、ガリシア民族主義ブロック（BNG）：1、VETA：1となっている（2007年の自治体選挙の結果）。

## 教区
タボアデーラは6の教区に分けられる。
- オ・メソン・デ・カルボス（サンタ・マリーア）
- サンティアゴ・ダ・ラベーダ（サンティアーゴ）
- ソウトマイヨール（サンティアーゴ）
- タボアデーラ（サン・ミゲル）
- トラン（サンタ・マリーア）
- ア・トウサ（サン・シュルショ）